# Xã Milford, Quận Barton, Missouri
Xã Milford (tiếng Anh: Milford Township) là một xã thuộc quận Barton, tiểu bang Missouri, Hoa Kỳ. Năm 2010, dân số của xã này là 272 người.